# Stéphanie Anseeuw
Stéphanie Anna Leona Anseeuw (Veurne, 28 februari 1977) is een Belgisch politica voor de liberale Open Vld.

## Levensloop
Anseeuw werd gegradueerde in het vastgoed aan de Universiteit van Gent, waarna ze beroepshalve vastgoedbediende en zaakvoerder van een meubelzaak in Oostduinkerke werd. Ze kwam in 1991 ongelukkig ten val met haar paard, waardoor ze in een rolstoel belandde.
In 1998 werd Anseeuw bestuurslid bij de Jong VLD-afdeling van Koksijde. In oktober 2000 werd ze verkozen tot gemeenteraadslid. Van 2001 tot 2006 was ze er voorzitster van OCMW en van januari 2007 tot december 2024 was zij er schepen. In die hoedanigheid was ze onder meer bevoegd voor Personeel, Toerisme, Verkeer, Tewerkstelling, Kinderopvang, Cultuur, Erfgoed, Monumentenzorg en Burgerlijke Stand. Vanaf januari 2016 was Anseeuw eerste schepen. Na het politieke afscheid van burgemeester Marc Vanden Bussche was Anseeuw bij de verkiezingen van oktober 2024 kandidaat om hem op te volgen, maar haar lijst Team 8670 moest de duimen leggen voor de lijst Samen met Sander en belandde in de oppositie. Anseeuw bleef wel in de gemeenteraad zetelen.
Van 2004 tot 2007 zetelde zij daarnaast als rechtstreeks verkozen senator in de Senaat, als opvolgster van Jean-Marie Dedecker, die in het Vlaams Parlement ging zetelen.